# Artabotrys scytophyllus
Artabotrys scytophyllus là loài thực vật có hoa thuộc họ Na. Loài này được (Diels) Cavaco & Keraudren mô tả khoa học đầu tiên năm 1957.